# Bob Kersee
Bob Kersee, né dans la zone du Canal de Panama, est un entraîneur américain d'athlétisme. Il a coaché notamment Florence Griffith-Joyner, Jackie Joyner-Kersee, Gail Devers et Eunice Barber. Il entraîne également Allyson Felix et Sydney McLaughlin.

## Biographie

### Parcours professionnel
Après avoir été diplômé à l'Université d'État de Californie à Long Beach, il occupe un poste d'entraîneur d'athlète féminines dans différents clubs avant de rejoindre l'université d'UCLA en 1980. Il occupe un poste d'assistant durant trois saisons avant de prendre le titre d'entraîneur principal.
Il prend en main une jeune athlète douée dans de nombreux sports, dont le basket-ball et l'athlétisme, Jackie Joyner qu'il dirige vers l'heptathlon et le saut en longueur. Celle-ci remporte trois titres olympiques et quatre titres de championne du monde. Cette athlète deviendra son épouse en 1986.
Une de ses athlètes les plus fameuses est Florence Griffith-Joyner qui est triple championne olympique aux jeux de Séoul. Il remporte, par l'intermédiaire de Gail Devers, les deux titres olympiques suivants du 100 mètres. Valerie Brisco-Hooks figure parmi les autres athlètes de cette période, tout comme Greg Foster.
Bob Kersee est surtout l'entraîneur de la sprinteuse californienne Allyson Felix, l'athlète féminine la plus titrée de l'histoire des JO et des Championnats du monde. Capable d'évoluer sur 100, 200 et 400 m, elle a gagné sous sa houlette 6 médailles d'or olympiques et 9 titres de championne du monde. 
En 2000, la Française Eunice Barber décide de se rendre aux États-Unis pour rencontrer l'entraîneur de la plus grande heptathlonienne de l'histoire. Leur collaboration permet à Barber de devenir, en 2003 aux mondiaux de Paris, championne du monde de saut en longueur et vice-championne en heptathlon. Elle remporte de nouveau la médaille d'argent de cette dernière discipline deux ans plus tard aux Championnats du Monde 2005 d'Helsinki .
À Helsinki, une autre de ses athlètes remporte une médaille d'or, Michelle Perry, sur le 100 mètres haies. Kerron Clement, spécialiste du 400 mètres haies remporte deux titres mondiaux.
À noter que c'est également lui qui a pris en charge la joueuse de tennis Monica Seles après son agression en 1993.

### Vie privée
En 1986, il épouse sa protégée Jackie Joyner. L'année suivante, une autre de ses protégées, Florence Griffith, se marie avec le frère de Jackie, Al Joyner, champion olympique du triple saut.